# Neoalbionella kabatai
Neoalbionella kabatai is een eenoogkreeftjessoort uit de familie van de Lernaeopodidae. De wetenschappelijke naam van de soort is voor het eerst geldig gepubliceerd in 1990 door Benz & Izawa.